# Dorra (distrikt)

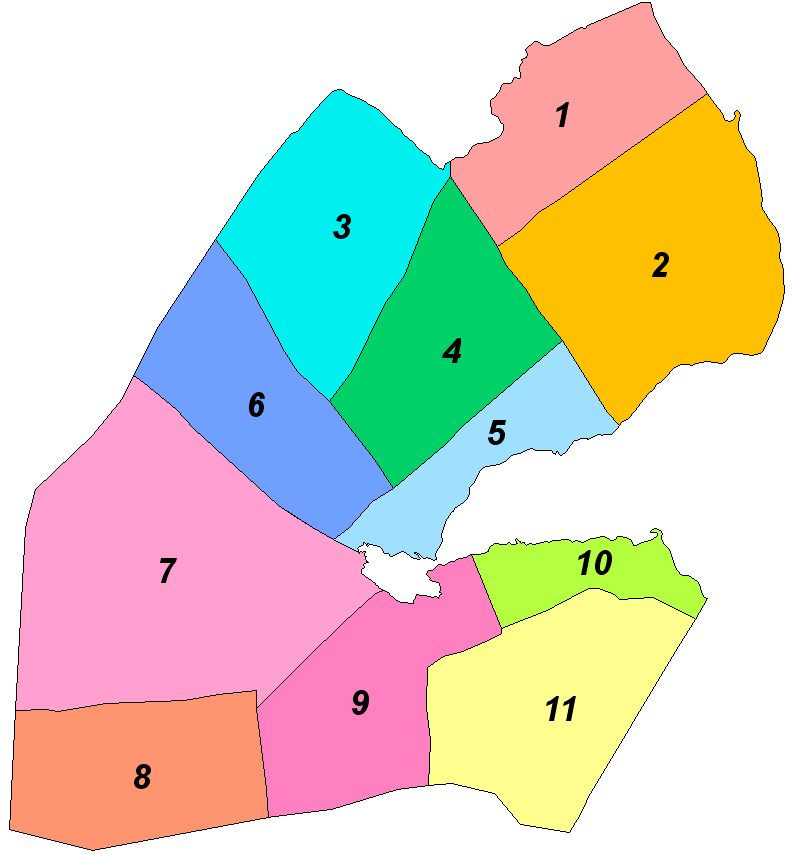
Djiboutis distrikt.
3=Dorra

Dorra är ett av Djiboutis elva distrikt. Distriktet ligger i regionen Tadjourah. Det gränsar i sydost mot distriktet Randa, dock finns i norr även en kort gräns mot distriktet Alaili Dadda. I sydväst gränsar det mot distriktet Balha. I nordväst och norr går gränsen mot Etiopien och Eritrea.

## Orter (urval)
- Dorra